# 베네딕트 컴버배치
베네딕트 컴버배치(영어: Benedict Cumberbatch, CBE, 1976년 7월 19일 ~ )는 잉글랜드의 배우이다. 배우 티머시 칼턴과 완다 벤담 부부의 아들로 태어났으며, 맨체스터 대학교 드라마예술학 전공과 런던 음악예술아카데미(LAMDA)에서 고전연극 전공 학사 학위를 받았다. 리전트 파크, 오픈 에어 극장에서 공연한 세익스피어 프로덕션의 《사랑의 헛수고》 (2001), 《한여름 밤의 꿈》 (2001)와 《로미오와 줄리엣》(2002)으로 연기경력을 시작하였다. 이후 2005년 리처드 이어 감독이 재공연한 《헤다 가블레르》에서는 조지 테스맨 역할을 연기했고, 로열 내셔널 극장에서 공연한 《애프터 더 댄스》(2010)와 《프랑켄슈타인》에 출연했다.
TV 출연 경력으로는 《하트비트》(2000), 《무언의 목격자》 (2002), 《40대》(2003)으로 시작해, 2004년에는 물리학자 스티븐 호킹의 루게릭 병 발병부터 박사논문 통과까지의 이야기를 다룬 텔레비전 영화 《호킹》에서 스티븐 호킹 역할을 맡았다. 2010년부터 TV 드라마 《셜록》에서 셜록 홈즈 역할을 연기하고 있다. 극작가 톰 스토파드의 《퍼레이즈 엔드》(2012) 외에도, 애니메이션 시리즈 《심슨 가족》(2013)에서는 영국 총리와 세베루스 스네이프 담당 성우를 맡았다.
첫 영화 출연은 2003년 영화 《투 킬 어 킹》이며, 주목받기 시작한 영화로는 《어톤먼트》(2007), 《팅커 테일러 솔저 스파이》와 《워 호스》(2011)가 있다. 《어메이징 그레이스》 (2006)에서 어린 윌리엄 피트 역할을, 《스타트렉 다크니스》(2013)에서는 칸 누니언 싱 역할을, 《노예 12년》에서는 윌리엄 프린스 포드 역을, 《제5계급》에서는 줄리언 어산지 역을, 《이미테이션 게임》(2014)에서는 앨런 튜링 역을 연기했다. 《호빗》 영화 시리즈에서 스마우그와 강령술사 역할을 맡았으며, 2012년부터 2014년까지 목소리 (라디오) 연기와 영화를 통해 다양한 작품에 출연했다. 또한 최근 마블의 닥터 스트레인지 (2016) , 어벤져스: 인피니티 워 (2018)와어벤져스:엔드게임 에서는 주연인 스티븐 스트레인지로 출연했다.
컴버배치는 다수의 수상 및 후보 지명 경력이 있는데, 로런스 올리비에상 후보에 두 번 지명되었으며, 《프랑켄슈타인》으로 최우수 연극 남우주연상을 수상했다. 프라임타임 에미상 후보에 세 번 지명되었고, 《셜록》으로 최우수 미니시리즈/영화 남우주연상을 수상했다. 또한 앨런 튜링 역할을 연기한 영화 《이미테이션 게임》으로 미국 아카데미상에 첫 후보로 지명되었다. 이외에도 영국 아카데미 영화상(BAFTA) 후보 지명 외에도 다섯 번의 미국 배우 조합상(SAG) 후보 지명과 두 번의 골든 글로브상에 후보로 지명되었다. 2014년에는 《타임》지에서 발표한 세계에서 가장 영향력 있는 100인에 선정되었다..
2015년, 컴버배치는 공연 예술 및 자선 기부 활동에 대한 공로를 인정받아 대영 제국 훈장 3등급(CBE)을 받았다.

## 어린 시절
1976년 7월 19일, 잉글랜드 런던에서 배우 티머시 칼턴과 완다 벤담의 아들로 태어났다. 켄징턴 첼시에서 성장했다. 이복누나 트레이시 피콕은 어머니가 첫 결혼시절에 낳은 딸이다. 할아버지 헨리 칼턴 컴버배치는 제2차 세계대전에 참전한 잠수함 장교로 런던의 상류 사회에서 눈에 띄는 인물이었다. 증조부 헨리 아널드 컴버배치는 빅토리아 여왕 시대 때 터키와 레바논의 총영사로 일했다.
컴버배치는 플랜태저넷 왕조의 마지막 통치자, 리처드 3세의 먼 후손(16대)으로 알려져 있다. 2015년 3월 26일, 컴버배치는 잉글랜드 중부에 위치한 레스터 성당에서 리처드 3세의 유골을 사후 530년 만에 개장하는 의식 행사에 참석했다.

### 학창 시절
컴버배치는 만 8세때부터 기숙사 학교에 다녔으며, 웨스트서식스주에 위치한 브램블렛타이 스쿨(초등학교)을 거쳐 예술 장학생으로 해로우 스쿨(중·고등학교)에 진학했다. 드라마 예술에 대한 해로우의 주요 클럽인 '래티건 협회'의 회원이였으며, 이 클럽의 이름은 해로우 스쿨의 동문 선배인 테런스 래티건의 이름에서 따온 것이다. 만 12세때 《한여름 밤의 꿈》에서 요정의 여왕 '티타니아' 역할을 맡은 이래, 학교에서 수많은 셰익스피어 작품에 참여하였다. 컴버배치의 연극 교사 마틴 티렐은 당시 그를 "최고의 모범생 배우"라고 불렀다고 한다. 이후 해로우 스쿨을 졸업한 후 컴버배치는 1년 동안 갭이어를 갖고 인도 다르질링의 티베트인 수도원에서 영어 교사로 자원 봉사를 했다.
컴버배치는 맨체스터 대학교에 진학해 드라마예술을 전공했다. 배우로서 계속 공부를 이어나가 런던 음악예술아카데미LAMDA)에 진학해 고전 연극을 전공하고 문학 석사 학위를 받았다.

## 사생활

### 결혼 및 가족

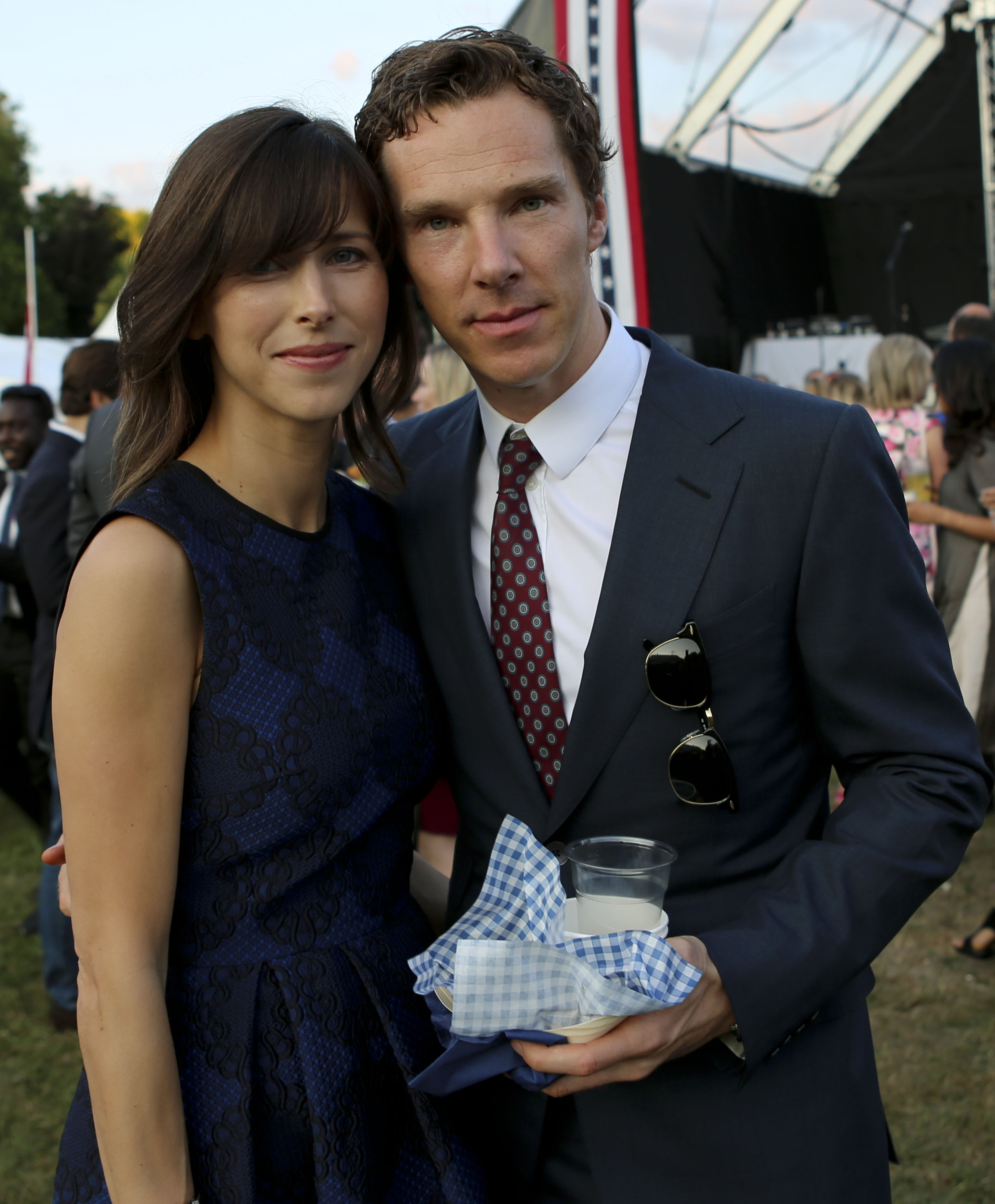
2015년 7월, 예술감독인 그의 아내 소피 헌터와 함께

2005년 컴버배치는 남아프리카 공화국, 콰줄루나탈 주에서 텔레비전 드라마 《지구의 끝으로 가다》를 촬영하던 중 2명의 친구들과 무장 강도에게 납치되는 위험을 겪었는데, 사지가 묶인 채 자동차 트렁크에 갇혔다가 어딘가로 한참을 도망친 끝에 간신히 풀려났다. 이 사건들을 통해 컴버배치는 피할 수 없는 운명, 신성불가침의 어떤 것에 대해 생각하게 되었다고 당시의 심경을 털어 놓았다.
컴버배치는 연극과 오페라 감독 소피 헌터와 결혼했다. 2014년 11월 5일 약혼 발표를 하였다. 2015년 2월 12일, 두 사람은 와이트 섬 모티스톤에 위치한 세인트 피터 앤드 세인트 폴 성당에서 결혼식을 올렸고, 피로연은 국유지인 모티스톤 매너에서 열었다. 2015년 6월 아들 크리스토퍼 칼턴을 출산했다.
컴버배치는 공연 예술 및 자선 기부 활동에 대한 공로를 인정받아 서훈명단(2015 Birthday Honours)에서 대영 제국 훈장 3등급(CBE)을 받았다.

### 자선 활동
컴버배치는 "The Prince's Trust"의 홍보 대사이다. 이 단체는 지난 1976년 찰스 왕세자가 창립한 자선 단체이다. 다양한 예술, 안노의 아프리카(Anno's Africa, 안노 버킨이 만든 아동자선단체)와 드라마틱 니드(Dramatic Need, 영국 자선단체)을 포함한 사회적 약자의 젊은 사람들을 돕기 위한 후원자 및 단체의 후원자에 초점을 맞추고 있다. 2004년 스티븐 호킹을 연기한 것을 계기로 2015년 운동신경질환재단의 홍보 대사와 후원자가 되었고, 2014년 아이스 버킷 챌린지에 도전했다.
또한 미국 루게릭병협회(ALS)의 혜택을 위해 복구 기금을 시작했다. 컴버배치는 윌로 재단 및 어린이를 위한 토마스 코람 재단을 포함한 자선 기금 모금을 위해 작품을 기증했다.
2003년, 컴버배치는 이라크 전쟁을 반전하는 단체 영국 전쟁저지 연합(Stop the War Coalition)에 가입했다. 2013년, 그는 영국 정부에 시민자유 위반에 대한 인지에 대해 항의했다.

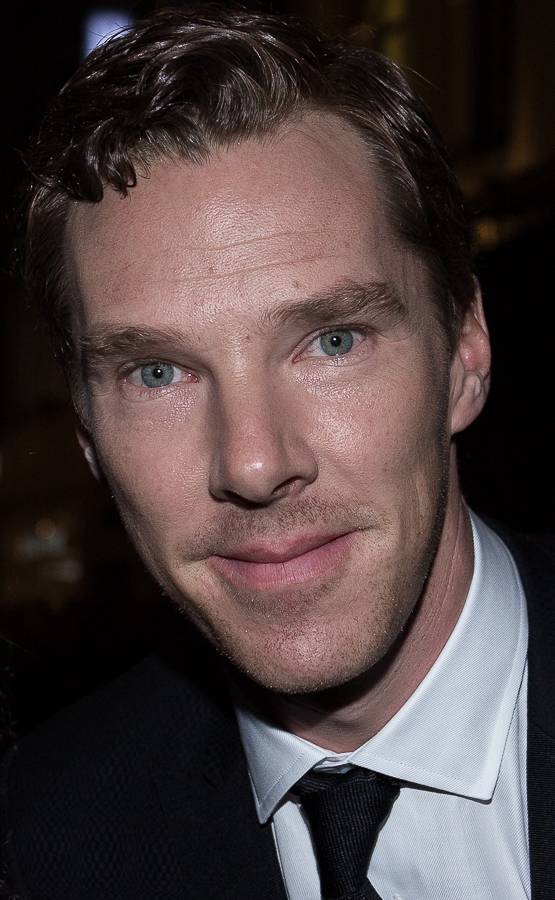
2014년 이브닝 스탠다드 씨어터 어워드에서 컴버배치.

컴버배치는 2014년 3월 19일, 에든버러 공작 필립, 85명의 영국 청소년들과 함께 세인트 제임스 궁전에서 열린 듀크 에딘버러상(국제청소년성취포상제)에 참석했다. "우리의 목표는 영국 전역에서 수십만이 기회를 얻게 하는 것이다"라고 컴버배치는 청소년 수상 계획을 지지했다. 2014년 5월, 그는 윈저 성에서 열린 유럽 최대 규모의 암 센터인 로얄 마르스덴 병원에 만든 로얄 마르스덴 NHS 자선단체에서 주최한 암 인식 및 기금 모금 행사에 윌리엄 왕자, 랠프 로런과 가입했다. 2014년 9월 스탠드 업 투더 캔서(Stand Up to Cancer)라는 암 환자를 위한 기금 모으기 운동 캠페인 영상에 출연했다.
컴버배치는 스트레이트 앨리(동성애를 인정하는 이성애자)로 2013년 7월, 친구의 동성결혼을 지지했다. 2014년 국제 여성의 날, 영국의 총리 데이비드 캐머런의 아프가니스탄 여성의 권리에 대한 국제사면위원회의 편지에 서명을 했다. 컴버배치는 남녀평등주의자로 알려져 있다
컴버배치는 "세이브 소호" 캠페인의 창립 멤버이다. 2015년 9월, 컴버배치는 자신이 출연한 연극 《햄릿》의 커튼 콜에서 연설 도중 유럽 난민 사태에 대한 영국 정부의 대응을 비난했다. 또한 시리아의 어린이 난민을 돕기 위한 나선 자선 단체 세이브 더 칠드런의 캠페인 영상에 출연했고, 시리아 난민을 돕기 위해 런던의 바비칸 극장에서 공연 된 연극 《햄릿》의 커튼콜 후 밤마다 행해진 연설에서 기부금을 요청, 관객이 모아준 150,000 파운드를 세이브 더 칠드런에 기부했다.